# Communauté de communes de l'Orée de la Brie
La communauté de communes de l'Orée de la Brie est une communauté de communes française partagée entre les départements de Seine-et-Marne et de l'Essonne en région Île-de-France.

## Historique
La Communauté de communes de l'Orée de la Brie a été créée par arrêté préfectoral le 5 décembre 2003
,. Avant même la mise en place de la communauté de communes, les trois communes étaient déjà réunies avec l’existence de plusieurs syndicats intercommunaux.
La commune de Varennes-Jarcy, jusqu’alors membre de la communauté de communes du Plateau Briard, après une consultation de ses habitants qui s'est tenue en avril 2015, intègre la communauté de communes de l'Orée de la Brie le 1er janvier 2016, de manière à ne pas être concernée par la Métropole du Grand Paris,.
Des réflexions sont également engagées à moyen terme pour le rapprochement de l'Orée de la Brie avec la communauté de communes des Gués de l'Yerres.

## Territoire communautaire

### Géographie
L'intercommunalité est localisée sur la bordure du plateau de la Brie et une partie sud de la communauté de communes s'inscrit dans un méandre de l'Yerres. Elle est distante de la ville de Paris d'environ une trentaine de kilomètres, de dix-huit kilomètres de Melun (préfecture du département de Seine-et-Marne) et de vingt-trois kilomètres de Évry (préfecture du département de l'Essonne).
Sa superficie est de 4 956 hectares. Elle est traversée par trois cours d’eau qui sont l’Yerres, le Réveillon et la Barbançonne.
Bien que ne disposant pas de desserte ferroviaire directe, le territoire bénéficie de la proximité des gares de Combs-la-Ville (RER D), d'Ozoir-la-Ferrière (RER E) et Boissy-Saint-Léger (RER A), et d’un réseau de bus assez structuré.

### Composition
La communauté de communes est composée des 4 communes suivantes :

| Nom                       | Code Insee | Gentilé    | Superficie (km2) | Population (dernière pop. légale) | Densité (hab./km2) |
| ------------------------- | ---------- | ---------- | ---------------- | --------------------------------- | ------------------ |
| Brie-Comte-Robert (siège) | 77053      | Bricomtois | 19,93            | 18 999 (2022)                     | 953                |
| Chevry-Cossigny           | 77114      | Chevriards | 16,75            | 4 019 (2022)                      | 240                |
| Servon                    | 77450      | Servonnais | 7,4              | 3 430 (2022)                      | 464                |
| Varennes-Jarcy            | 91631      | Varennois  | 5,48             | 2 381 (2022)                      | 434                |

### Démographie
| 1968  | 1975   | 1982   | 1990   | 1999   | 2010   | 2015   |
| ----- | ------ | ------ | ------ | ------ | ------ | ------ |
| 8 921 | 12 121 | 14 838 | 17 066 | 21 410 | 25 304 | 26 071 |

### Économie

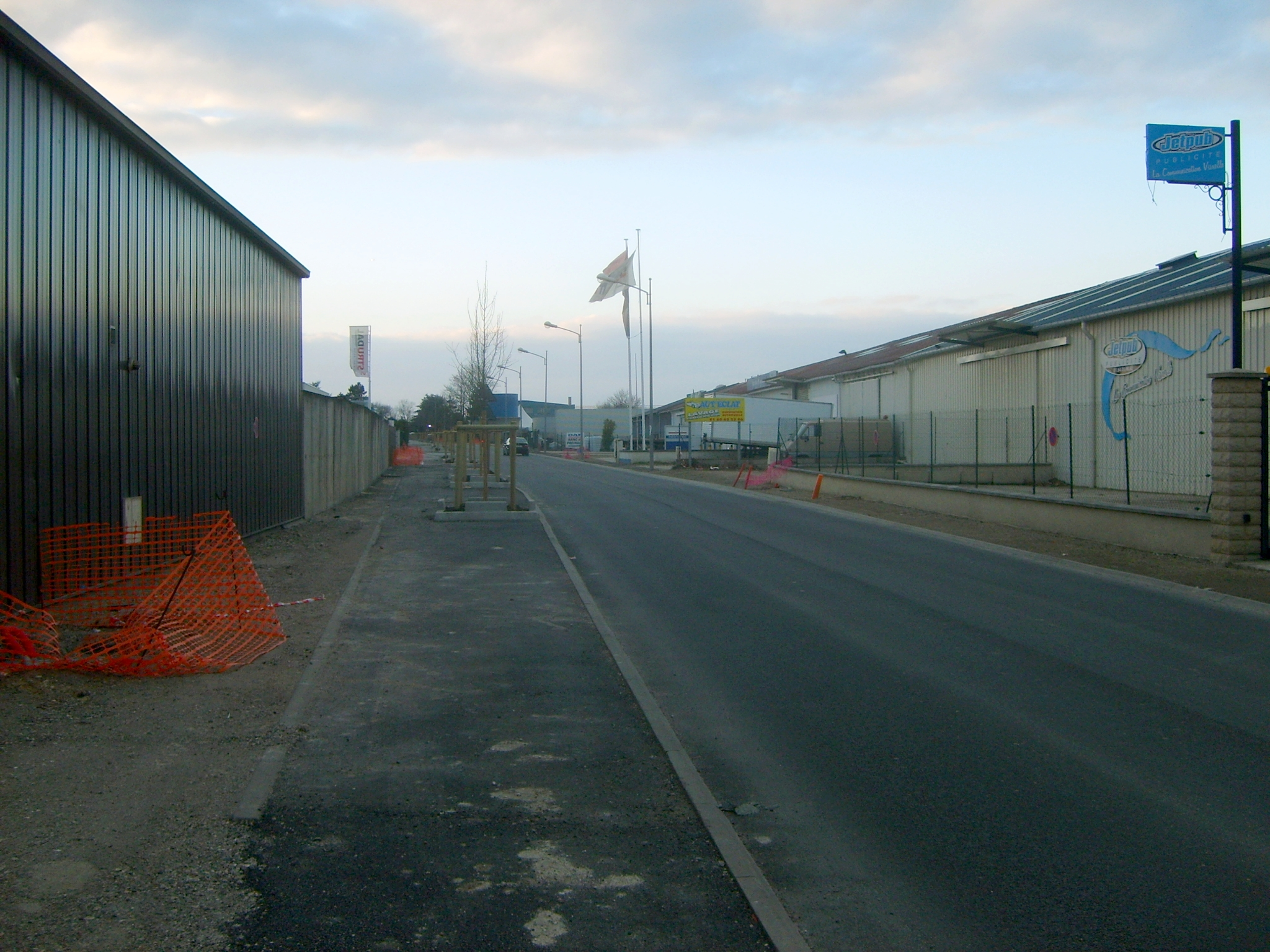
Rue de l'Industrie, Brie-Comte-Robert (2009)

Au 1er janvier 2015, l'Orée de la Brie comptait 2 311 établissements sur son territoire. Entre le 1er janvier 2014 et le 31 décembre 2014, il y a eu la création de 305 entreprises dont 238 dans le secteur tertiaire, 51 dans le secteur de la construction et 16 dans le secteur de l'industrie.
En 2013, le Pôle emploi services comptait 9 097 emplois salariés sur le territoire de la Communauté de communes, soit une hausse de 6 % en 5 ans (482 salariés en plus). La même année, il a été enregistré 2 077 dans le secteur de la construction, 1 085 salariés dans le secteur de l'industrie et enfin 5 935 salariés dans le secteur tertiaire.
|                   | Tertiaire | Industrie | Construction |
| ----------------- | --------- | --------- | ------------ |
| Orée de la Brie   | 65 %      | 12 %      | 23 %         |
| Moyenne nationale | 71,5 %    | 18,3 %    | 6,1 %        |

Le taux de chômage était de 8,5 % en 2012.
La Communauté de communes comprend plusieurs zones industrielles, elles sont situées principalement sur la commune de Brie-Comte-Robert, puis Servon et enfin Chevry-Cossigny, commune qui possède une seule industrielle[pas clair].
C'est à la fin des années 1950, que les champs situés au nord de la commune de Brie-Comte-Robert vont laisser place à la première zone industrielle, en 1958, la Pierre Blanche, qui s'étend sur 8 hectares. Puis dans les années 1980, la même commune réalise la zone de la Haie Passart, celle-ci regroupe une zone industrielle et une zone commerciale avec le principal centre commercial de la ville, Hyper U et les commerces secondaires (alimentaires…). La zone de la Haie Passart a permis dans les années 1980 de créer environ 800 emplois ; cette industrialisation, dont la taxe professionnelle qui chaque année voit son chiffre augmenter, a permis à la commune et la communauté de communes de se développer, de créer de nouveaux services et ainsi d'avoir de nouveaux équipements. La ville de Brie-Comte-Robert eut du succès avec cette nouvelle zone industrielle : en 1988, elle voit l'arrivée du TGV, qui donna l'idée de créer une nouvelle zone, Le Tubœuf.

### Lieux et monuments
- L'Église Saint-Étienne de Brie-Comte-Robert 
:L'église Saint-Étienne est située sur la commune de Brie-Comte-Robert, elle fut construite au XIIIe siècle[13] sous la demande de Robert II de Dreux, elle est dédiée à saint Étienne, le premier martyr de la chrétienté. De style gothique et romantique, elle comporte une rosace du XIIIe siècle au-dessus du chœur, de superbes sculptures et boiseries du XVe siècle ; à l'extérieur ses arcs-boutants sont ornés de gargouilles, et une tour complète sa façade. Sa flèche, qui domine la ville, peut être aperçue à des kilomètres sur le plateau de la Brie. L'église Saint-Étienne a été classée au titre des monuments historiques le 15 août 1840[14]. En 1886, le clergé prit la décision de vendre le grand buffet d'orgue des XVIIe et XVIIIe siècles.

Au début du XXe siècle, quelques parties de l'édifice étaient en mauvais état. On répara, entre autres, la toiture en 1905. Après la Première Guerre mondiale, un comité franco-américain se constitua pour participer à la restauration de l'église Saint-Étienne. Le 30 mai 1927, le premier office à la mémoire des combattants américains morts pour la France a été célébré. Cette cérémonie eut lieu en présence du maréchal Joffre, qui scella une plaque commémorative sur un des piliers de l'église, près de l'autel.
- Église Sainte-Colombe de Servon 
 L'église date du XIIIe siècle, selon une plaque commémorative qui indique son inauguration le 25 août 1394[15]. Elle a pour patrons Sainte Colombe et Saint Louis. Elle est classée monument historique depuis 1939[16].
- Église Notre-Dame-de-l'Assomption de Chevry-Cossigny

L’Église de Chevry-Cossigny ne conserve que quelques vestiges du XIIe et du XIIIe siècle, entre autres une arcade conduisant au clocher. L'Église Notre-Dame-de-l'Assomption est partiellement reconstruite au XIXe siècle. La cloche de l'église Notre-Dame-de-l'Assomption date de 1534. De plus, depuis 1942, elle est classée Monument Historique.
- Église Saint Sulpice de Varennes Jarcy
- Abbaye Notre-Dame de Jarcy
L'Abbaye de Notre-Dame de Jarcy a été fondée en 1269, sous la demande de la comtesse de Toulouse et de Poitiers, belle-sœur de Saint-Louis.
- Château de Brie-Comte-Robert 
Le château de Brie-Comte-Robert fut construit à la fin du XIIe siècle[19], alors que Robert Ier de Dreux, frère du roi Louis VII, était seigneur de Brie. Des indices archéologiques, des éléments de décor et le choix de techniques de construction, font opter pour une architecture de cette période charnière. Le château reste dans la famille de Dreux jusqu'en 1254, puis passa dans la famille de Châtillon. Par dots et héritages successifs, il échut à Marguerite d'Artois puis à sa fille Jeanne d'Évreux[19].

Jeanne d'Évreux, qui tenait la châtellenie de Brie-Comte-Robert par héritage, devint l'épouse du dernier roi capétien direct, Charles IV le Bel. À la mort de celui-ci (1328), elle bénéficia de confortables revenus (douaire royal assis sur de nombreux fiefs en Brie et en Champagne), qui lui permirent de consacrer des sommes importantes à l'entretien et à l'amélioration de ses possessions propres, dont Brie-Comte-Robert. Elle fit faire d'importants travaux au château, comme l'attestent ses comptes conservés aux Archives nationales.
Le château devint une résidence de prestige où tous les grands seigneurs du royaume, notamment les ducs de Bourgogne, n'hésitèrent pas à séjourner. On y vit aussi, en 1349, le mariage de Philippe VI de Valois et de Blanche d'Évreux-Navarre, nièce de la reine Jeanne. La dame de Brie fit, en particulier, aménager luxueusement la demeure seigneuriale située contre les courtines sud-ouest, sud-est et surtout nord-est. Elle fit construire une chapelle dédiée à saint Denis, accolée à la tour Saint-Jean, et dessiner de vastes jardins d'agrément. Jeanne d’Évreux mourut au château en 1371, à l'âge de 69 ans.
À la fin du XIVe siècle, le château revint au domaine royal, puis à la famille d'Orléans. La commune achète le château en 1803 et le revend dix ans plus tard, en 1813. La municipalité finira par le racheter en 1923. Les ruines ont été classées au titre des monuments historiques en 1925.
- Château de Servon 
:Le château aurait hébergé Anne Boleyn, proche du seigneur de la région. Son parc aurait été en particulier aménagé au XVIIIe siècle ou XIXe siècle[21].
- Château de Villemenon à Servon
Le château de Villemenon est situé à la sortie de Servon, en direction de la commune de Lésigny. L'actuel bâtiment a été reconstruit en 1852.
- Château de la Marsaudière de Chevry-Cossigny
- Hôtel-Dieu de Brie-Comte-Robert 
Comme tous les hôtels-Dieu, c'était un lieu de repos pour les marchands et voyageurs traversant la ville[b 1], et non pour soigner les malades[b 2] ; il a probablement été construit au XIIIe siècle par Robert II de Dreux[b 1], peut-être en 1208[22]. L'hôtel-Dieu était tenu par un groupe de charitables, sous la direction d’un prêtre[23]. Au XVIe siècle, l'hôtel-Dieu est transformé en chapelle, dédiée à saint Éloi[24],[25]. Il y a deux pierres tombales dans cet édifice, la première est celle d'Antoinette du Tertre, qui fut sœur à l'hôtel-Dieu de Brie de 1515 à 1557, et la seconde est celle d'Agnès de Lozanne, qui fut aussi une sœur de 1557 à 1566[b 3].

La façade du rez-de-chaussée du bâtiment était composée d'une grande porte ainsi que de six arcs brisés reposant sur des colonnes à chapiteaux ; de plus, le tympan central est entouré de figures humaines. Le premier étage était composé de trois ou quatre fenêtres géminées (selon les documents d'époques). Le bâtiment perdit ses voûtes en 1831. En 1840, le bâtiment devint une école de filles, mais dix ans plus tard, en 1850, l'édifice a été transformé en une chapelle dédiée à sainte Justine. L'hôtel-Dieu fondé par Robert II de Dreux fut de nouveau utilisé comme hôpital pendant la Première Guerre mondiale. Le bâtiment est utilisé comme salle d'exposition depuis 1995, après rénovation : un deuxième étage a été reconstruit en respectant la façade de style gothique.
Il s'agrémente aussi petit jardin de type médiéval, où ont été plantées des herbes aromatiques et médicinales.
L'hôtel-Dieu de Brie-Comte-Robert a été classé au titre des monuments historiques en 1840. Un deuxième hôtel-Dieu ouvrit[Quand ?], situé dans l'actuel hôpital local de Brie-Comte-Robert. De nos jours, il est utilisé par l'association de lutte contre le cancer de Seine-et-Marne.
- La Gare de Brie-Comte-Robert

La commune fut longtemps desservie par la ligne de Vincennes, qui reliait la gare de la Bastille à la gare de Verneuil-l'Étang. La gare de Brie-Comte-Robert était entourée des gares de Grisy-Suisnes et celle de Santeny - Servon. La ligne de Vincennes a été reprise jusqu'à Boissy-Saint-Léger par le RER A, et la plate-forme qui supportait la ligne de Limeil-Brévannes à Brie-Comte-Robert a été partiellement reprise par la LGV Sud-Est.
Jusqu'en 2009, la gare ferroviaire de Brie fut désaffectée. Elle a fait l'objet d'un programme expérimental de restauration lié au développement durable et aux économies d'énergies. Les travaux ont été achevés en  2010. Depuis le début de l'année 2013 , l'ancienne gare accueille le siège de la Communauté de communes de l'Orée de la Brie.

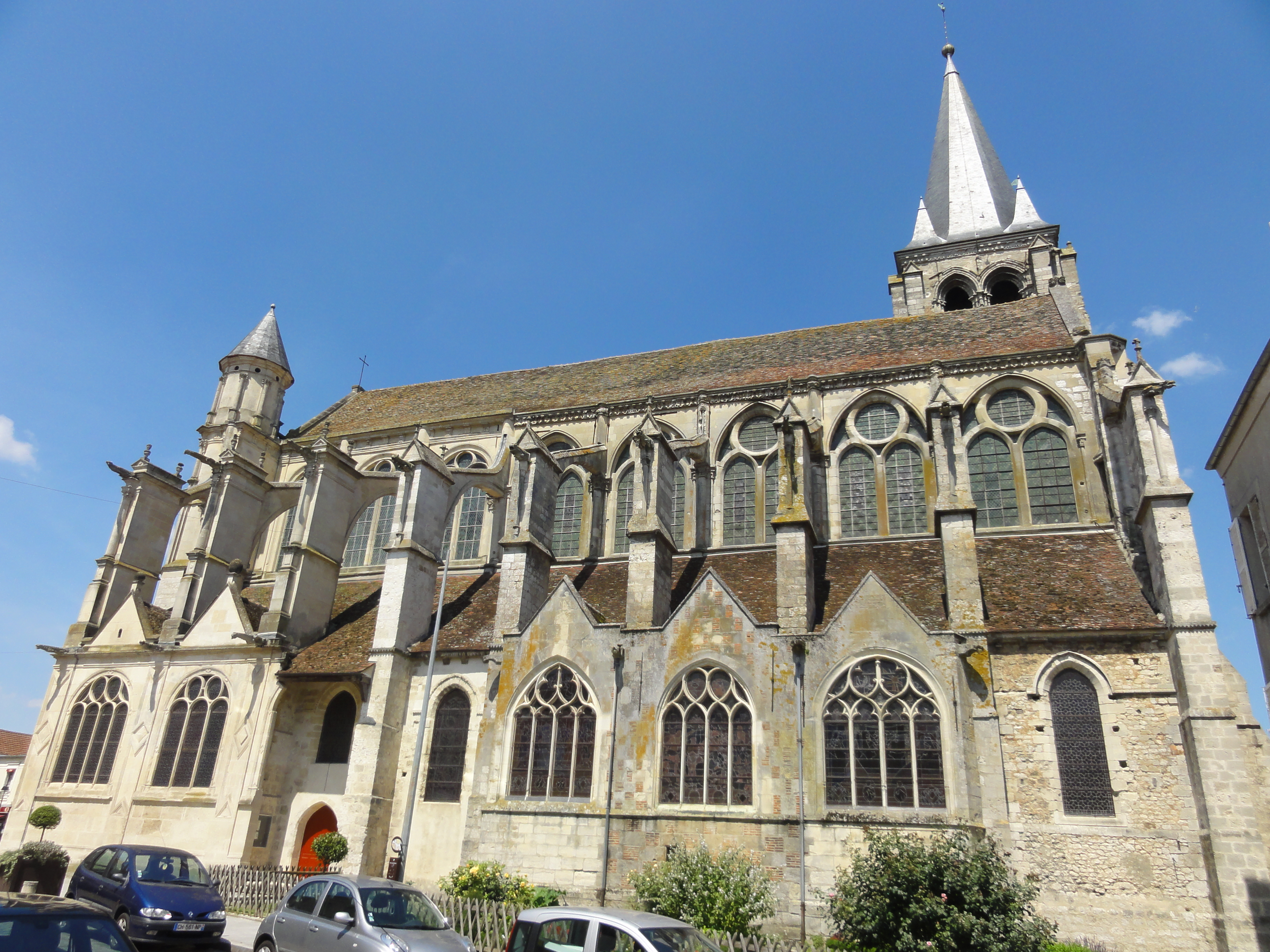
L'église Saint-Étienne.
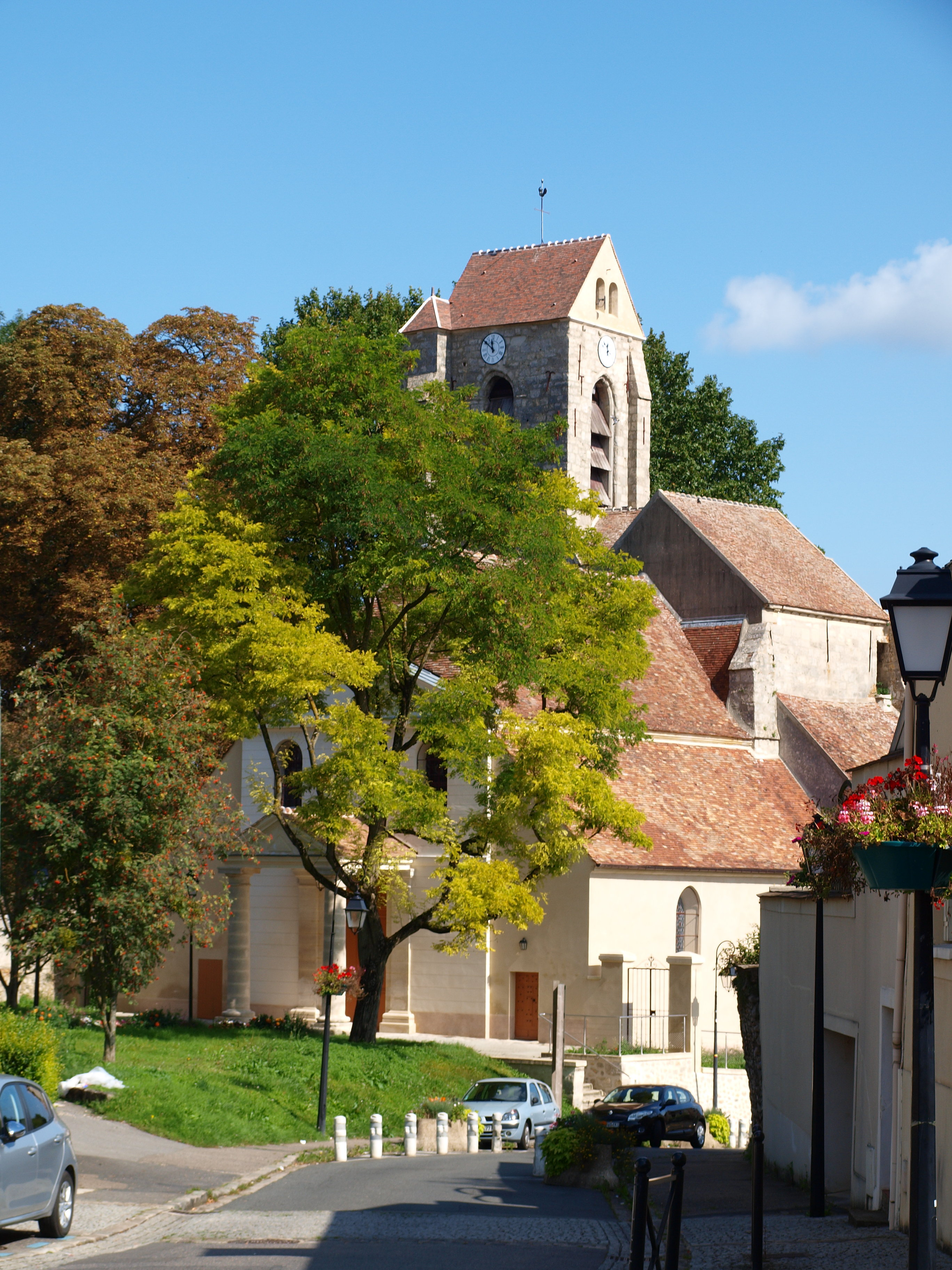
L'église Sainte-Colombe.
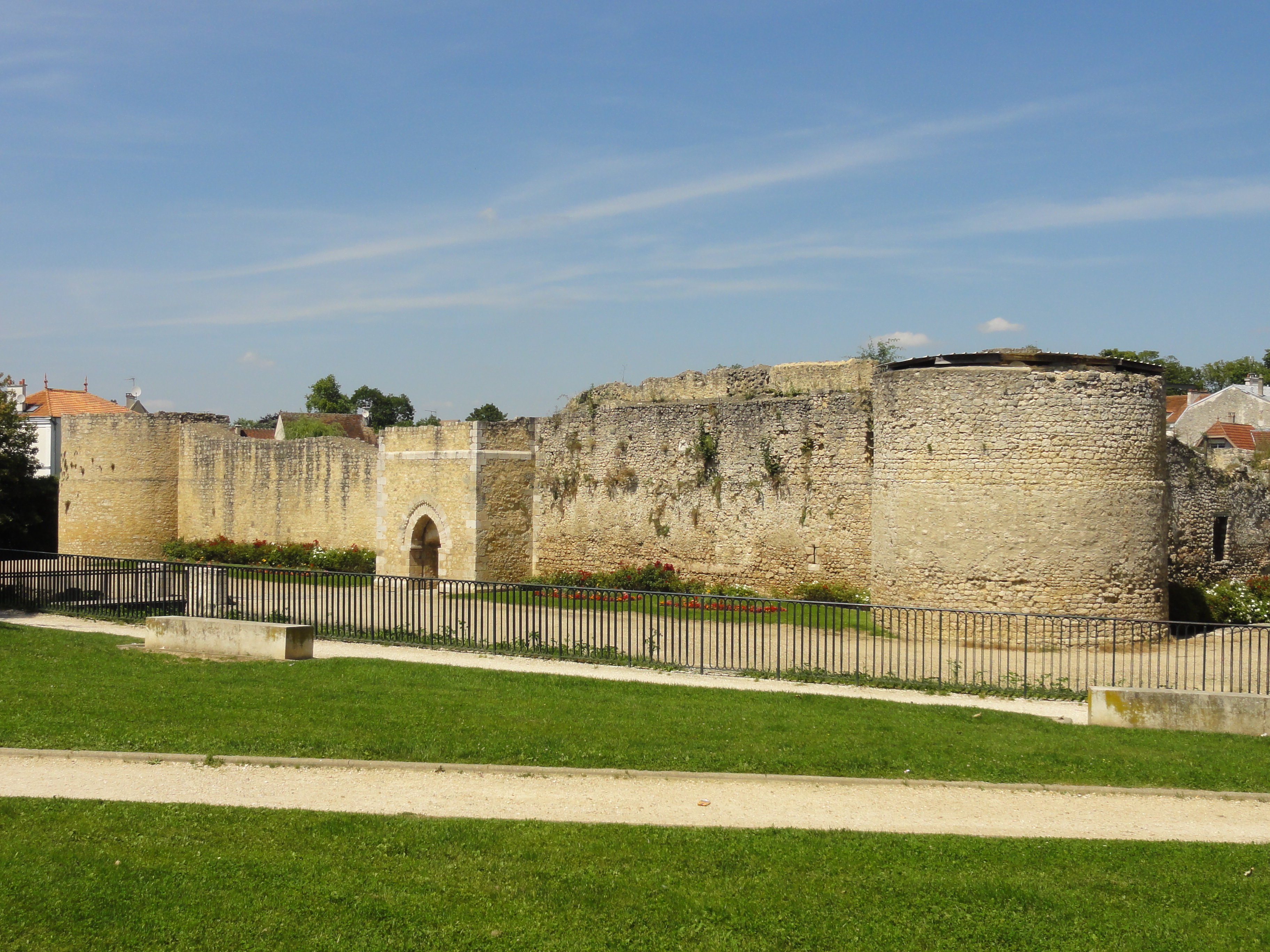
Château de Brie-Comte-Robert, en 2014.
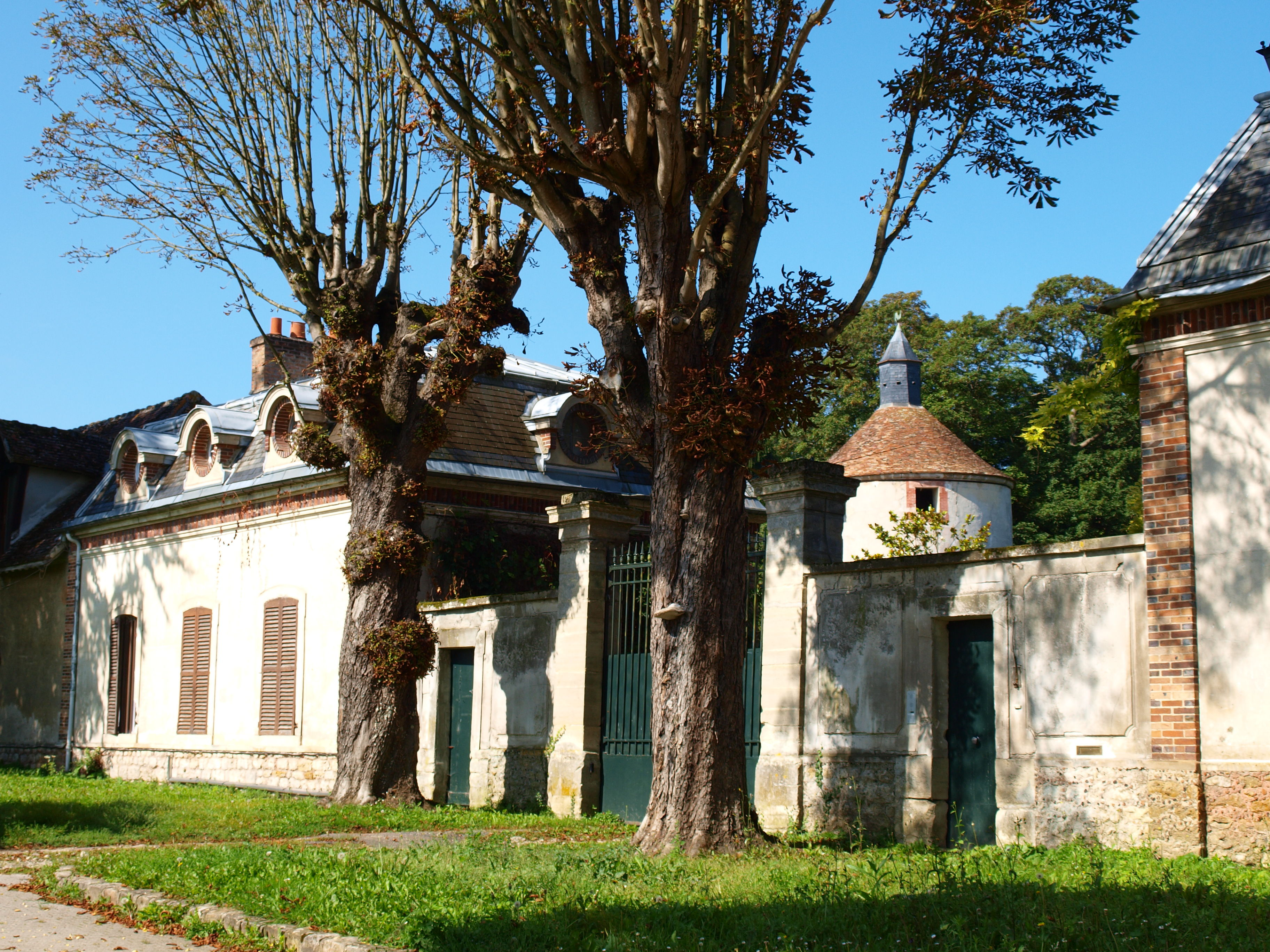
L'entrée du château de Servon. Au second plan, le pigeonnier.
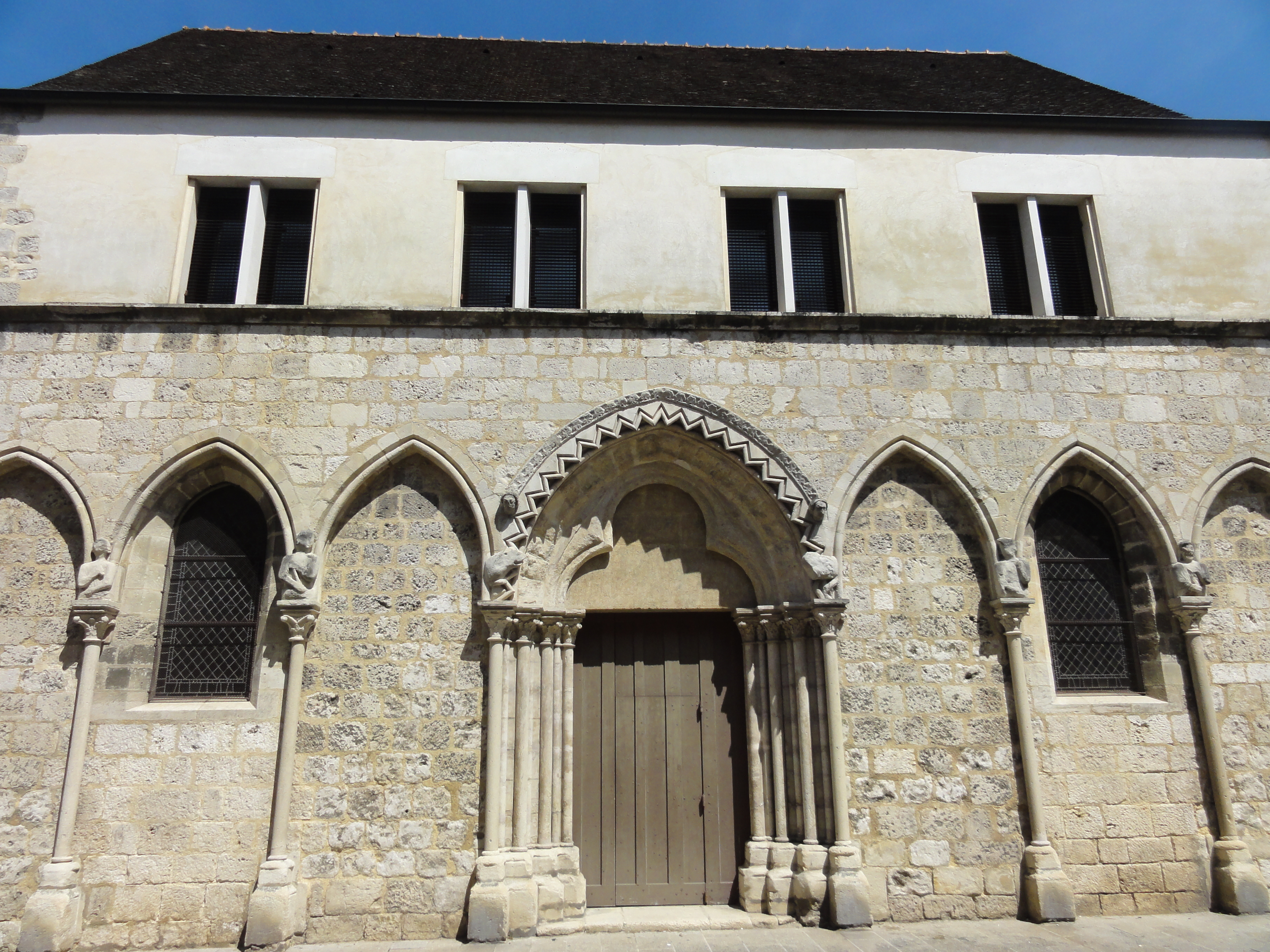
Façade de l'Hôtel-Dieu de Brie-Comte-Robert

## Organisation

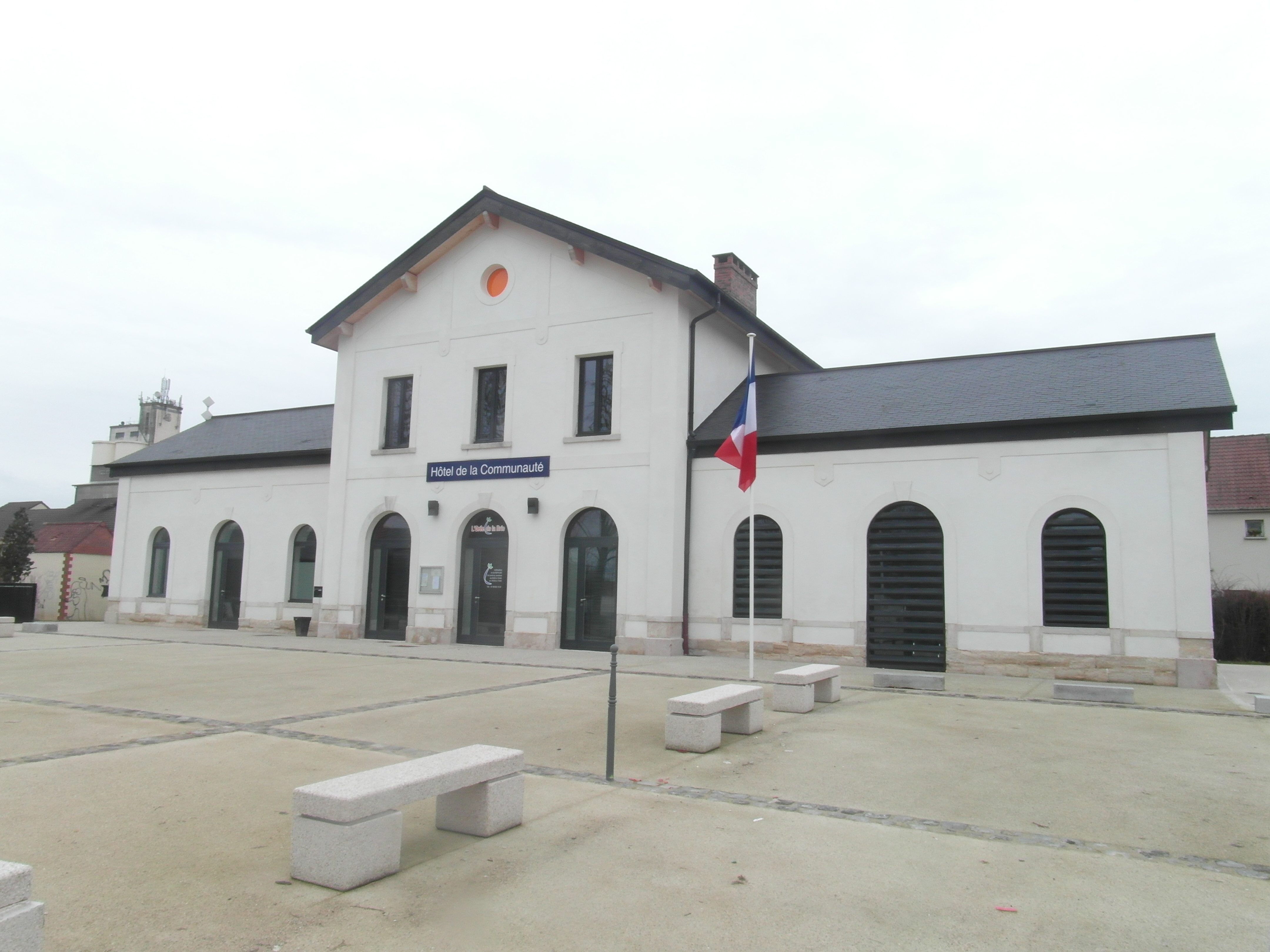
Ancienne gare de Brie-Comte-Robert, siège de la CCOB

### Siège
Le siège de l'intercommunalité est situé depuis le 21 juillet 2025 au 1 rue Léonard de Vinci. Avant cette date, le siège était situé au 1 place de la gare et encore avant au 59 rue Pasteur, toujours à Brie-Comte-Robert.

### Élus
La Communauté de communes est administrée par son conseil communautaire, composé de 30 conseillers communautaires, qui sont des conseillers municipaux représentant chaque commune membre et répartis comme suit en 2020 :

- Brie-Comte-Robert : 15 délégués ;

- Chevry-Cossigny : 6 délégués ;

- Servon : 5 délégués ;

- Varennes-Jarcy : 4 délégués.
Le Conseil communautaire a élu son nouvel exécutif pour la mandature 2020-2026, avec, comme président, Jean Laviolette, maire de Brie-Comte-Robert, et huit vice-présidents, à raison de deux par commune membre : 
1. Jonathan Wofsy, maire de Chevry-Cossigny
2. Marcel Villaça, maire de Servon
3. Bruno Bezot, maire de Varennes-Jarcy
4. Eliane Ferrer, conseillère municipale de Brie-Comte-Robert
5. Oriana Labruyère, conseillère municipale de Chevry-Cossigny
6. Jean-Rémi Bertrand, premier adjoint au maire de Servon
7. Charles Darmon, conseiller municipal de Varennes-Jarcy
8. Dulce Brochard, conseillère municipale de Brie-Comte-Robert

### Liste des présidents
| Période | Période                      | Identité        | Étiquette | Qualité |
| ------- | ---------------------------- | --------------- | --------- | --- |
| 2003    | 2014                         | André Aubert    | PS        | Conseiller principal d'éducation en lycée agricole Conseiller général de Brie-Comte-Robert (1988 → 1994 et 2001 → 2015 ) Maire de Brie-Comte-Robert (1979 → 2013) |
| 2014    | En cours (au 8 juillet 2015) | Jean Laviolette | PS        | Conseiller départemental de Combs-la-Ville (2015 → ) Maire de Brie-Comte-Robert (2013 → )                                                                         |

### Compétences
La Communauté de communes de l'Orée de la Brie exerce les compétenvces qui lui ont été transférées par les communes membres, dans les conditions déterminées par le code général des collectivités territoriales. Il s'agit de  :
- Aménagement de l'espace
- Développement économique
- Logement
- Cadre de vie
- Environnement
- Organisation des transports en commun desservant l'agglomération et les différents équipements existants
- Réalisation de toutes études ou services à caractère culturel, sportif ou social d'intérêt communautaire.

### Régime fiscal et budget
La Communauté de communes est un établissement public de coopération intercommunale à fiscalité propre.
Afin de financer l'exercice de ses compétences, l'intercommunalité perçoit la fiscalité professionnelle unique (FPU) – qui a succédé à la taxe professionnelle unique (TPU) – et assure une péréquation de ressources entre les communes résidentielles et celles dotées de zones d'activité.
Elle bénéficie également d'une bonification de la dotation globale de fonctionnement (DGF).

## Projets et réalisations
Le centre aquatique l'Oréade
Le centre aquatique de l'Orée de la Brie, situé en face de l'ancienne gare de Brie-Comte-Robert, a été inauguré le 26 juin 2014 et a ouvert au public le 28 juin 2014 à 10 heures. L'ancienne piscine municipale a fermé ses portes le portes le 27 juin 2014.
L'Oréade est un complexe aquatique de 4 200 m2. Il comporte un espace aquatique, un espace fitness et un espace détente. Le centre aquatique comporte un grand bassin intérieur de 312,5 m2 et d'une longueur de 25 mètres, un deuxième bassin en extérieur de 150 m2 et d'une longueur de 12 mètres avec sa terrasse de 400 m2, un bassin spécialement destiné à la fitness, un bassin ludique, une pataugeoire, une aire de jeux extérieure, un Pentagliss ainsi qu'un solarium. Mais il comporte également deux saunas, un hammam, une salle de cours collectifs ainsi qu'une salle de cardio-traning, et a ouvert au public le 28 juin 2014 à 10 heures.
Le coût du complexe aquatique représente un montant de 9,5 millions d’euros. Celui-ci emploi actuellement 18 personnes.
Transports et déplacements
En 2008, un projet est créé pour la création de liaisons douces sur le territoire de l'Orée de la Brie. Le projet consiste à relier les trois communes en créant des pistes cyclables et de chemins verts afin de favoriser les déplacements alternatifs à la voiture. Il a donc été créé une liaison entre Brie-Comte-Robert et Chevry-Cossigny, une jonction entre Servon et Chevry-Cossigny, une desserte de la zone d'activité du Tubœuf et enfin la desserte du lycée Blaise Pascal et de ses gymnases.
La liaison entre Brie-Comte-Robert et Chevry-Cossigny a été inauguré en septembre 2008, les autres ont été opérationnelles au cours de l'année 2011. Le coût du projet représente un montant total de 1,3 million d'euros, la région a financé 542 000 euros et le département 122 000 euros, le reste étant à la charge de la Communauté de communes.
La Communauté de communes expérimente à l'automne 2018 Chronopro, un service de transport à la demande afin de desservir les zones d'activités de Brie-Comte-Robert et faciliter le déplacement des salariés, afin de pallier l'inadaptation de l'offre par les lignes de transport en commun.
Équipements sportifs
- Complexe sportif Blaise Pascal
Le complexe sportif Blaise Pascal est situé sur la commune de Brie-Comte-Robert, à proximité du parc François Mitterrand et du Lycée Blaise Pascal. Inauguré le 21 octobre 2006, il s'agit du première grande opération de la Communauté de communes. Il comprend la salle multi-sports Patrice Conti, une salle de tennis de table, deux salles de tir, des vestiaires et une infirmerie. Le complexe est ouvert aux lycéens ainsi qu'aux associations des trois communes[38].
Le complexe sportif a représenté un investissement de 1 572 742 euros, dont une subvention de la région Île-de-France d'un montant de 593 060 euros[39].

- Équipement multisports
L'équipement multisports est situé sur la commune de Chevry-Cossigny, à proximité du Réveillon et de l'école maternelle Porhen Hoisey. Elle a été inaugurée le 12 septembre 2008. Le complexe comprend une salle de réunion, des vestiaires, un local pour les joueurs de pétanque, une salle d'arts martiaux ainsi qu'une salle de musculation[40],[41].
Le complexe sportif a représenté un investissement de 1 299 341 euros, dont une subvention de la région Île-de-France d'un montant de 542 500 euros[39].